# Echo 24
Echo 24 (eigene Schreibweise: Echo24) war ein polnischer Fernsehsender, der Nachrichten aus Breslau zeigte. Echo24 nahm am 3. Oktober 2016 den Sendebetrieb auf und stellte ihn am 31. März 2018 wieder ein. 

## Geschichte
Der Eigentümer war ATM Grupa. Er war in Breslau und Świdnica über DVB-T frei empfangbar.  
Der Sender wurde ohne irgendeine Nachricht des Betreibers aus unbekannten Gründen eingestellt. Im nächsten Jahr wurde Echo24 von Michał Winnicki übernommen. Am 13. Mai 2019 wurde das Unternehmen in MWE Teleport umbenannt. Der neue Besitzer hat eine Reaktivierung angekündigt.
Am 2. Juli 2019 begannen die Tests auf MUX-L4.